# Rey Jing de Zhou
El Rey Jing de Zhou, (en chino, 周景王; pinyin, Zhōu Jĭng Wáng), o King Ching of Chou, fue el vigésimo cuarto rey de la Dinastía Zhou de China, y el duodécimo rey de la Dinastía Zhou Oriental.
Fue un rey débil, que dejó el poder en las manos de tres de sus ministros, En 529 a. C., aceptó enviar un vaso trípode de bronce al rey de Chu, objeto considerado de dignidad real. Esto quiere decir que, Jing consideraba al rey de Chu como igual, en adelante. Este gesto resultó perjudicial para la familia real, y demostró públicamente su gran debilidad.

## Muerte y crisis sucesoria
A la muerte del rey , fueron sus tres ministros quienes determinaron quién sería el sucesor. Ya que el rey Jing había estado indeciso en su elección, fue el príncipe Meng, el elegido por los ministros. Esta elección fue contestada por Wangzi Chao, que comenzó a urdir una intriga para apoderarse del poder. Esto degeneró en una crisis sucesoria, en la cual, el ducado de Jin jugó un papel preponderante para poner orden en el dominio real de los Zhou.